# Brooklyn Bridge
Brooklyn Bridge er en af tre broer, som binder bydelene Manhattan og Brooklyn i New York sammen. Den strækker sig 1834 meter over East River. Hovedspændet over selve vandet er 486 meter, noget som gjorde den til verdens længste hængebro, da den stod færdig i 1883.
Brooklyn Bridge er en af de ældste hængebroer i USA og var den første bro af denne type i verden, som blev konstrueret med stålkabler. Broen tog fjorten år at bygge, og 27 arbejdere mistede livet under bygning af broen. Den er opført i nygotisk stil med karakteristiske spidse buegange gennem de to tårne.
Brooklyn Bridge var et af de store mesterværker inden for ingeniørkunst i 1800-tallet og er den dag i dag et af New Yorks mest berømte bygningsværker.